# Późniejsza dynastia Han
Późniejsza dynastia Han (chiń. upr. 后汉; chiń. trad. 後漢; pinyin Hòu Hàn) – najkrócej panująca dynastia z tak zwanego Okresu Pięciu Dynastii i Dziesięciu Królestw. Ostatnia z trzech dynastii rządzonych przez Turków Shatuo, rządziła północnymi Chinami przez zaledwie trzy lata, 947–950; jej stolica znajdowała się w Kaifengu (podówczas Bian).

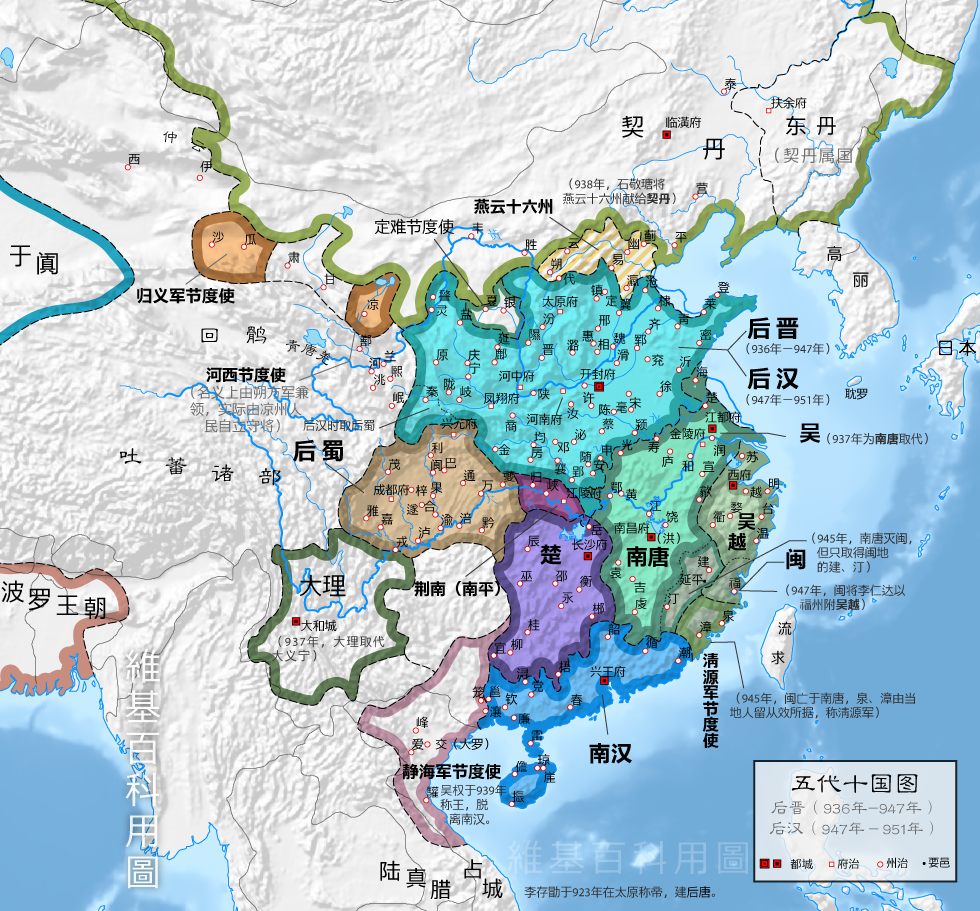
Mapa Chin w okresie Pięciu Dynastii. Państwo Han zaznaczone na błękitno; terytorium Szesnastu Prefektur zakreskowane biało-żółto

W 947 roku, po kilkuletniej wojnie, Kitanowie obalili próbującego zerwać z nimi zależność władcę dynastii Jin. Najeźdźcom skutecznie przeciwstawiał się gubernator Bingzhou (dzisiejsza północna część Shanxi), Liu Zhiyuan. Obszar ten był pod kontrolą tureckiego ludu Shatuo, z którego Liu się wywodził. W 847 Kitanowie zdobyli stolicę Jin, ale znaleźli się we wrogim kraju, którego mieszkańcy rozpoczęli zajadłą walkę partyzancką. Władca Kitanów, który nie miał zamiaru wikłać się w długie walki zbyt daleko na południe, wycofał się jednak na północ, ku dzisiejszemu Pekinowi. Nieoczekiwanie jednak zmarł, co spowodowało walki o sukcesję na tronie kitańskim. Liu Zhiyuan wykorzystał okazję, opanowując stolicę w Kaifengu i proklamując nowe państwo. Sam jednak zmarł po ledwie roku panowania. Jego nastoletni syn uległ zamachowi stanu przeprowadzonemu przez Guo Weia, chińskiego dowódcę wojskowego, który obwołał się władcą dynastii Zhou.
Po upadku dynastii, fragment kraju usamodzielnił się i pozostał do 979 roku oddzielnym (aczkolwiek klienckim wobec Liao) państwem o nazwie Północne Han.